# Stora sjöarna
Den här artikeln handlar om Stora sjöarna i Nordamerika. Se även Afrikas stora sjöar.

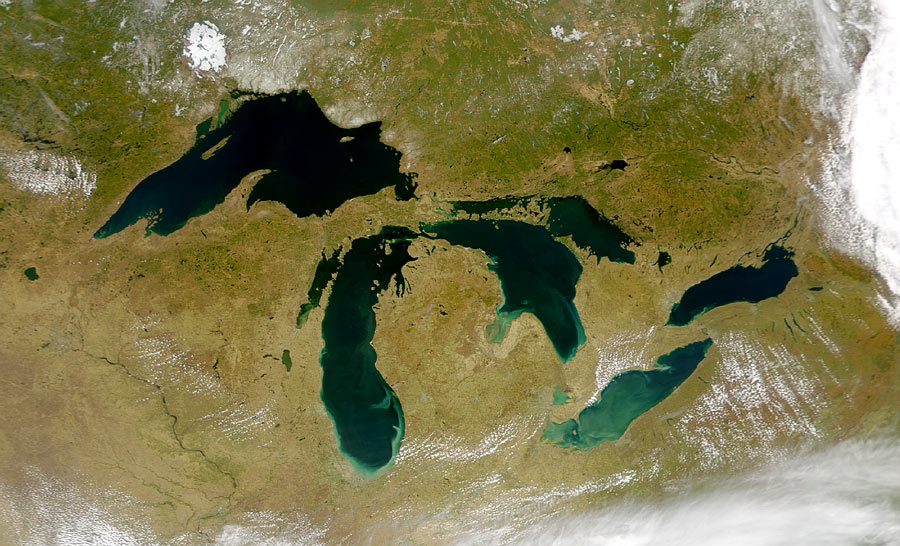
Satellitbild över Stora sjöarna

Stora sjöarna (en: The Great Lakes) är en grupp om fem stora färskvattenssjöar i Nordamerika vid gränsen mellan USA och Kanada. Sjösystemet består av sjöarna Övre sjön, Michigan-, Huron-, Erie- och Ontariosjön och utgör den största samlingen färskvattensjöar i världen. Stora sjöarna innehåller tillsammans cirka 22 procent av hela världens ytfärskvatten (22 810 kubikkilometer vatten eller 2,3×1016 liter). Endast 2 procent av den vattenmängden byts ut på ett år.

## Sjöar
Stora sjöarna består inte bara av de fem huvudsjöarna, utan också av ett flertal mindre sjöar och floder samt ungefär 35 000 öar.
|               | Eriesjön                                     | Huronsjön                                    | Michigansjön                                            | Ontariosjön                                            | Övre sjön (Superior)                                                                       |
| ------------- | -------------------------------------------- | -------------------------------------------- | ------------------------------------------------------- | ------------------------------------------------------ | ------------------------------------------------------------------------------------------ |
| Yta           | 25 744 km²                                   | 59 600 km²                                   | 58 000 km²                                              | 19 500 km²                                             | 82 400 km²                                                                                 |
| Vattenvolym   | 480 km³                                      | 3 540 km³                                    | 4 900 km³                                               | 1 640 km³                                              | 12 000 km³                                                                                 |
| Höjd          | 174 meter                                    | 176 meter                                    | 176 meter                                               | 75 meter                                               | 180 meter                                                                                  |
| Medeldjup     | 19 meter                                     | 59 meter                                     | 85 meter                                                | 86 meter                                               | 147 meter                                                                                  |
| Maxdjup       | 64 meter                                     | 230 meter                                    | 281 meter                                               | 246 meter                                              | 406 meter                                                                                  |
| Större städer | Buffalo Cleveland Erie Toledo Leamington, ON | Sarnia Owen Sound Alpena Port Huron Bay City | Chicago Gary Michigan City Muskegon Green Bay Milwaukee | Hamilton Kingston Oshawa Rochester Toronto Mississauga | Duluth Sault Ste. Marie, Ontario Sault Ste. Marie, Michigan Thunder Bay Marquette Superior |

|        | |
| Not:   | Varje rektangels storlek är i proportion till vattenvolymen i varje sjö. Alla mått är vid lågvatten. |
| Källa: | EPA                                                                                                  |

Karta över Stora sjöarna.

Michigansjön och Huronsjön är hydrologiskt sett en enda sjö, ibland kallat Michigan-Huronsjön. Båda har samma vattennivå, 176 meter över havet, och är förbundna via det 90 meter djupa och 5,5 kilometer breda Mackinacsundet. Ett knep för att komma ihåg sjöarnas namn är ordet HOMES för Huron, Ontario, Michigan, Erie, och Superior (sv: Övre Sjön). Detta hjälper dock inte för att komma ihåg storleksordningen.
Det finns även en sjätte mindre sjö, Lake Saint Clair, som också är en del av Stora sjösystemet, mellan Huronsjön och Eriesjön, men inte officiellt en av de Stora sjöarna. I systemet ingår även St. Mary's River mellan Övre sjön och Huronsjön, Saint Clair River mellan Huronsjön och Lake Saint Claire, Detroitfloden mellan Lake Saint Claire och Eriesjön och Niagarafloden och Niagarafallen mellan Eriesjön och Ontariosjön. Fyra av sjöarna gränsar till både USA och Kanada, den femte, Michigansjön, ligger helt i USA. Saint Lawrencefloden, som till vissa delar markerar den internationella gränsen, är det viktigaste utloppet för sjöarna och flyter förbi Québec och vidare ut i Norra Atlanten.
Saint Lawrence Seaway och Great Lakes Waterway öppnade Stora sjöarna för oceangående fartyg. Dock är denna vattenvägs slussar för små för de riktigt stora fartygen, vilket gör att nyttan är något begränsad. Trots sin storlek fryser stora delar av Stora sjöarna under vintern och en stor del av fartygstrafiken upphör därför under denna säsong. Det finns dock ett par isbrytare för att hålla delar av sjöarna öppna även under denna period.

## Geologisk förhistoria
Stora sjöarna formades vid slutet av den senaste istiden, för cirka 10 000 år sedan. När isen drog sig tillbaka skapades stora urgröpningar i jordskorpan. Det bildades även stora mängder smältvatten (se Lake Agassiz) som fyllde dessa dalar, vilket så småningom bildade sjösystemet. På sina ställen fanns upphöjningar som bildade öarna i Stora sjöarna.

## Näringsliv i Stora sjöarna
Sjöarna används flitigt för transporter och på senare år har denna näring vuxit kraftigt. Stormar och rev är ständiga faror för sjöfarare i systemet och många fartyg har genom åren sjunkit i dessa vatten. Det senaste stora fartyg som förliste var Edmund Fitzgerald. Man kan genom Great Lakes Waterway ta sig mellan alla sjöarna.

### Näringens utveckling
Under de tidiga åren var sjösystemet i praktiken det enda sättet för nybyggarna att transportera sig och sitt gods. Allt som kunde flyta användes, ibland med förödande resultat. Stormar, bränder och kollisioner var inte helt ovanliga. Förlisning till följd av grundstötning förekom också. Under 1800-talet var huvudsysselsättningen för många av sjösystemets passagerarlinjer att frakta emigranter. Många av städerna runt sjöarna levde gott på de många emigranterna, och en del har till och med sin överlevnad att tacka dessa för. Efter järnvägens framväxt avklingade intresset för sjötransporterna och med undantag för ett fåtal färjelinjer och utländska kryssningsskepp finns ingenting kvar.
Emigranterna påverkar området än idag. Ofta bildades hela samhällen av människor från samma land eller område. Idag märks områden som präglas starkt av emigranterna, exempelvis holländare, tyskar, polacker, svenskar och finnar, för att bara nämna några. Dessa grupper är ofta mer patriotiska, vad gäller firande av olika högtider, än folk i de områden de ursprungligen kommer från.

### Modern ekonomi
Eftersom gods idag mest transporteras på järnväg eller med lastbil består de flesta av de inrikes båttransporterna av olika typer av bulklast, såsom kol och järn, för gruvindustrin i området. 2002 fraktades 162 miljoner ton torrt bulkgods på Stora sjöarna. Det fraktas även en del flytande varor och containrar på sjöarna. De flesta containerfartygen är dock för stora för de trånga slussarna i systemet i Saint Lawrence Seaway. Mängden gods som transporteras på sjösystemet har varit på nedgående under flera år. 
Nöjestrafiken är numera den största verksamheten på Stora sjöarna. Några små kryssningsfartyg trafikerar systemet, inklusive ett par segelfartyg. Sportfiske, kommersiellt fiske och indianernas fiske omsätter 4 miljarder dollar per år.
Vattnet i Stora sjöarna används även som dricksvatten för tiotals miljoner människor i gränstrakterna. Ett flertal passagerarfärjor fraktar passagerare till och från flera öar, varav några är; Isle Royale, Pelee Island, Mackinac Island, Beaver Island, Bois Blanc Islands, Kellys Island, South Bass Island, North Manitou Island, South Manitou Island, Harsens Island, Manitoulin Island och Toronto Islands.